# Dough Nuts (film, 1917)
Pour les articles homonymes, voir Dough Nuts.
Pour plus de détails, voir Fiche technique et Distribution.
Dough Nuts est un film muet américain réalisé par Arvid E. Gillstrom et sorti en 1917.

## Synopsis
Inconnu.

## Fiche technique
- Titre : Dough Nuts
- Réalisation : Arvid E. Gillstrom
- Scénario :
- Photographie : Herman Obrock Jr.
- Montage : Ben H. Cohen
- Producteur : Louis Burstein
- Société de production : King Bee Studios
- Pays de production :  États-Unis
- Langue : intertitres en anglais
- Format : Noir et blanc — 35 mm — 1,33:1 — Son : Muet
- Genre : Comédie
- Durée : 10 minutes
- Date de sortie :
  - États-Unis : 15 juin 1917

## Distribution
- Billy West : Billy, le nouveau boulanger
- Ethel Marie Burton : Ethel, la caissière
- Oliver Hardy : Babe, le chef
- Leo White : Camembert, le propriétaire
- Bud Ross : Boob, l'assistant
- Florence McLaughlin : la serveuse
- Joe Cohen : Pierre
- Frank Bates : son copain